# 30-та флотилія Крігсмаріне
30-та флотилія підводних човнів крігсмаріне — підрозділ військово-морського флоту Третього Рейху.

## Історія
30-та флотилія була створена в жовтні 1942 року з базою в румунському порту Констанца для ведення бойових дій в Чорному морі. Командувачем флотилією став капітан-лейтенант Гельмут Розенбаум. Доставка човнів на чорноморський театр військових дій здійснювалася по річках і посуху: спершу вниз по Ельбі до Дрездена, звідти посуху на транспортерах до Інгольштадту, потім до Лінцу і далі вниз по Дунаю до Констанци.

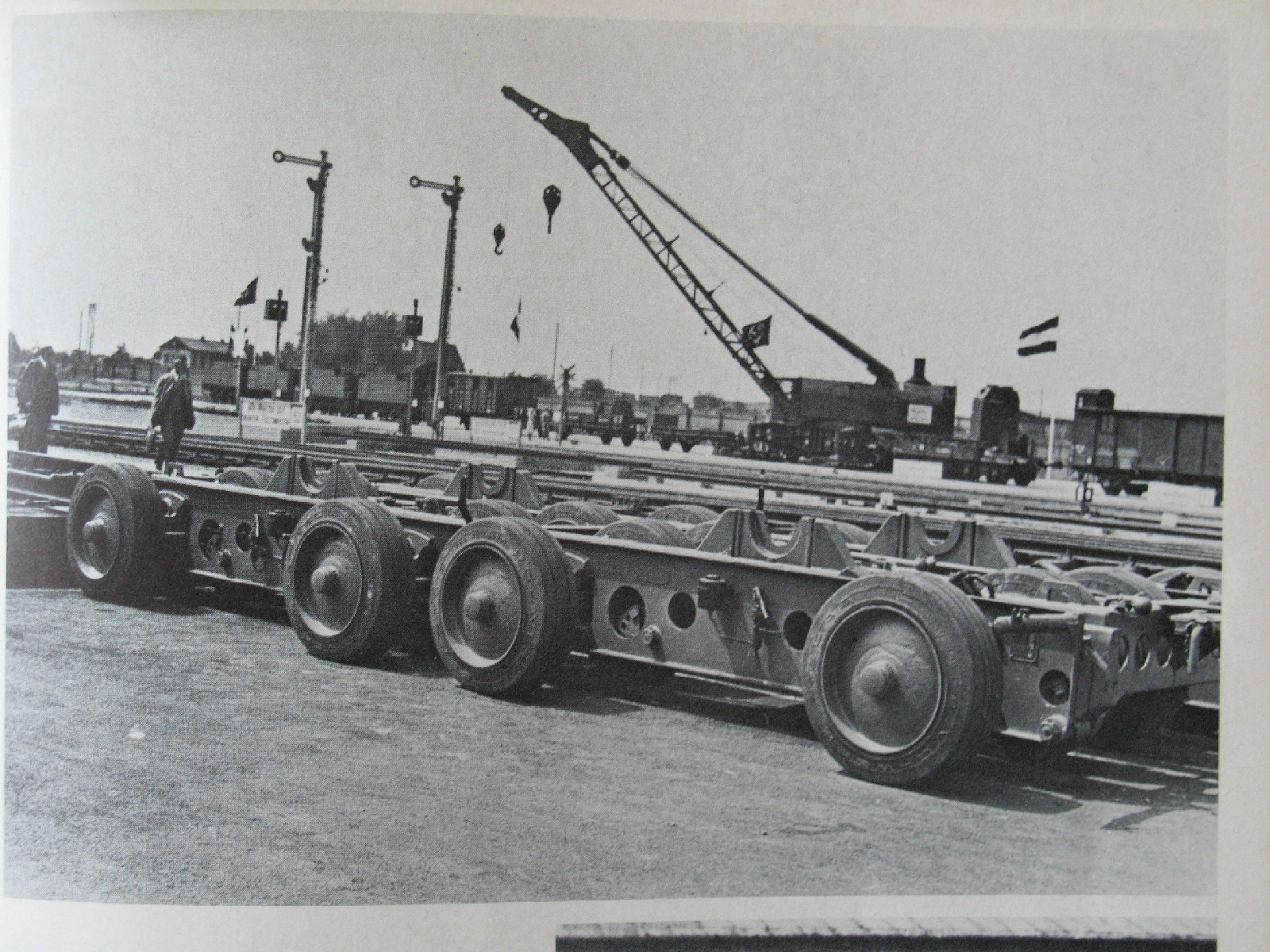
Culemeyer транспортер, 1935 у Нюрембергзі

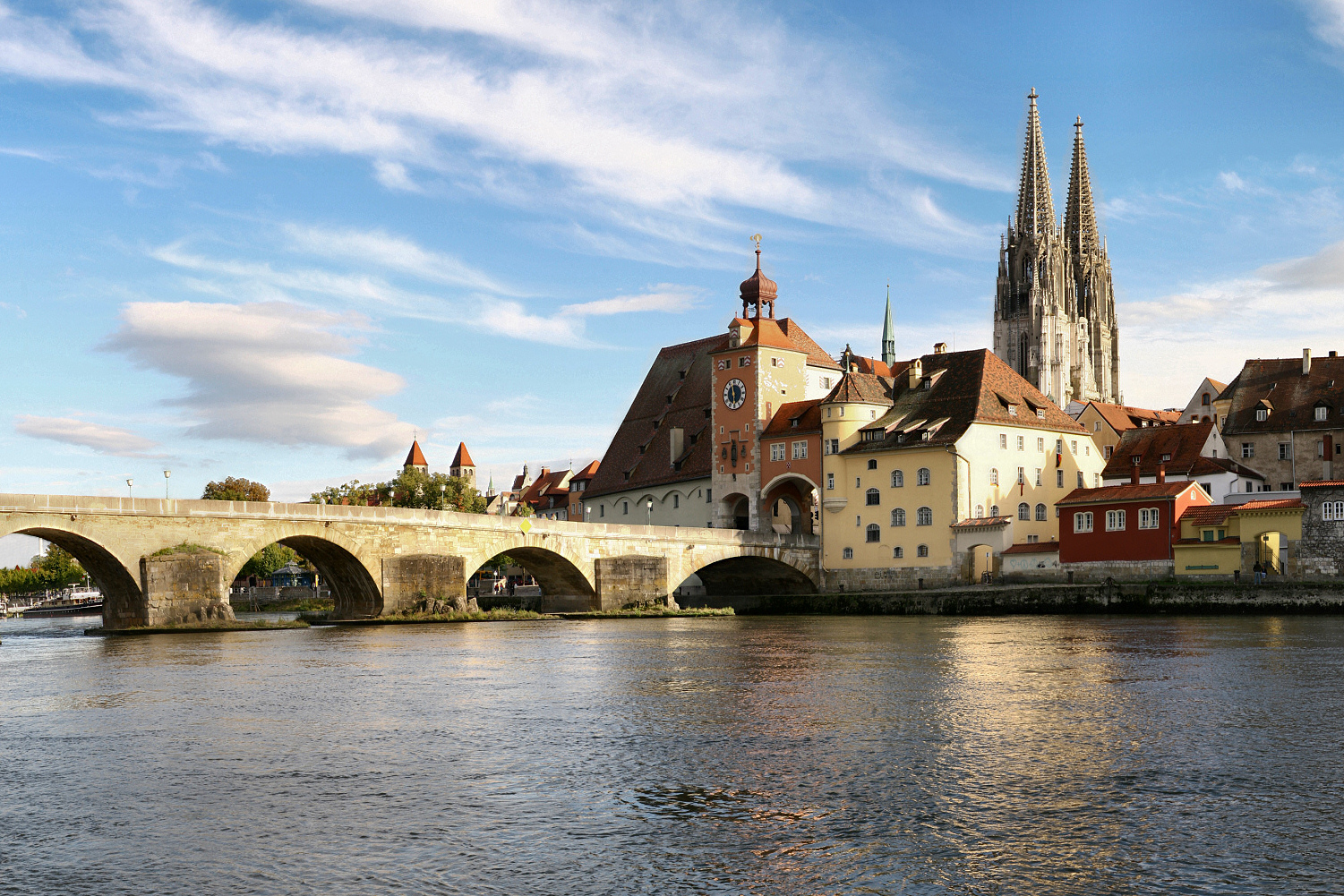
Кам'яний міст у Регенсбургзі

30-та флотилія була розформована в жовтні 1944 року. U-9 була потоплена в Констанці авіацією 20 серпня 1944 року, U-18 і U-24 — затоплені в Констанці командою п'ятьма днями пізніше, 25 серпня. Інші три човни були затоплені 10 вересня 1944 року біля берегів Туреччини у зв'язку з підходом радянських військ до Констанци.

## Склад
До складу 30-ї флотилії входили 6 малих човнів типу IIB:
| Тип | Кількість | Представники                      |
| --- | --------- | --------------------------------- |
| IIB | 6         | U-9, U-18, U-19, U-20, U-23, U-24 |

## Командири
| Час                         | Командувач флотилією                |
| --------------------------- | ----------------------------------- |
| Жовтень 1942 — травень 1944 | капітан-лейтенант Гельмут Розенбаум |
| Травень 1944 — липень 1944  | капітан-лейтенант Клеменс Шелер     |
| Липень 1944 — жовтень 1944  | капітан-лейтенант Клаус Петерсен    |